# Georgi Melkadze
Bản mẫu:Eastern Slavic name
Georgi Dzhemalovich Melkadze (tiếng Nga: Георгий Джемалович Мелкадзе, tiếng Gruzia: გიორგი მელქაძე; sinh ngày 4 tháng 4 năm 1997) là một cầu thủ bóng đá người Nga thi đấu ở vị trí tiền vệ trái hay tiền vệ chạy cánh trái cho F.K. Spartak Moskva.

## Sự nghiệp câu lạc bộ
Anh có màn ra mắt tại Giải bóng đá chuyên nghiệp quốc gia Nga cho F.K. Spartak-2 Moskva vào ngày 23 tháng 9 năm 2014 trong trận đấu với FC Znamya Truda Orekhovo-Zuyevo.
Anh ra mắt tại Giải bóng đá ngoại hạng Nga cho F.K. Spartak Moskva vào ngày 17 tháng 5 năm 2015 trong trận đấu với P.F.K. CSKA Moskva.
Ngày 5 tháng 6 năm 2017, anh gia nhập đội bóng mới lên RFPL F.K. Tosno theo dạng cho mượn ở mùa giải 2017–18.

### Thống kê sự nghiệp
Tính đến 13 tháng 5 năm 2018
| Câu lạc bộ            | Mùa giải            | Giải vô địch        | Giải vô địch | Giải vô địch | Cúp     | Cúp       | Châu lục | Châu lục  | Tổng cộng | Tổng cộng |
| Câu lạc bộ            | Mùa giải            | Hạng đấu            | Số trận      | Bàn thắng    | Số trận | Bàn thắng | Số trận  | Bàn thắng | Số trận   | Bàn thắng |
| --------------------- | ------------------- | ------------------- | ------------ | ------------ | ------- | --------- | -------- | --------- | --------- | --------- |
| F.K. Spartak-2 Moskva | 2014–15             | PFL                 | 7            | 1            | –       | –         | –        | –         | 7         | 1         |
| F.K. Spartak-2 Moskva | 2015–16             | FNL                 | 22           | 7            | –       | –         | –        | –         | 22        | 7         |
| F.K. Spartak-2 Moskva | 2016–17             | FNL                 | 26           | 11           | –       | –         | –        | –         | 26        | 11        |
| F.K. Spartak-2 Moskva | Tổng cộng           | Tổng cộng           | 55           | 19           | 0       | 0         | 0        | 0         | 55        | 19        |
| F.K. Spartak Moskva   | 2014–15             | Premier Liga        | 2            | 0            | 0       | 0         | –        | –         | 2         | 0         |
| F.K. Spartak Moskva   | 2015–16             | Premier Liga        | 4            | 0            | 0       | 0         | –        | –         | 4         | 0         |
| F.K. Spartak Moskva   | 2016–17             | Premier Liga        | 0            | 0            | 1       | 0         | 1        | 0         | 2         | 0         |
| F.K. Spartak Moskva   | Tổng cộng           | Tổng cộng           | 6            | 0            | 1       | 0         | 1        | 0         | 8         | 0         |
| F.K. Tosno            | 2017–18             | Premier Liga        | 21           | 0            | 1       | 0         | –        | –         | 22        | 0         |
| Tổng cộng sự nghiệp   | Tổng cộng sự nghiệp | Tổng cộng sự nghiệp | 82           | 19           | 2       | 0         | 1        | 0         | 85        | 19        |

## Danh hiệu

### Câu lạc bộ
Tosno
- Cúp quốc gia Nga: 2017–18

### Quốc tế
Nga U19
- Giải bóng đá U-19 vô địch châu Âu: 2015 Á quân